# Gérard Le Gouic
Gérard Le Gouic, né le 11 juin 1936 à Paris, est un poète et écrivain français.

## Biographie
Gérard Le Gouic  fut baptisé en septembre 1936 à l'église de Rédené (Finistère). Ses parents résidaient dans le 14e arrondissement de Paris. Il y vécut jusqu'à son départ pour l'Afrique. Il rencontra le poète Maurice Fombeure, alors professeur au collège Lavoisier de Paris. Il passa ses vacances d'enfance en Bretagne, contrée d'origine de ses parents.
Lors de son service militaire en Algérie, il se lie d’amitié avec le poète Max Alhau et le peintre Jacques Rouquier.
De 1959 à 1969, il vit en Afrique. Ses activités dans le commerce le mèneront à Fort-Lamy au Tchad — où il rencontrera Henri Queffelec, de passage, avec qui il se liera d'amitié — à Pointe-Noire au Congo, à Douala au Cameroun et à Bangui en République centrafricaine. Il revient régulièrement passer ses vacances en Bretagne.
À son retour définitif en Bretagne en 1969, il s'occupera, pendant trente ans, d'un magasin de souvenirs à Quimper. L’enseigne qu'il choisit, « Telen Arvor » (« la Harpe d'Armor ») est le titre d'un recueil du poète Auguste Brizeux et sera aussi le nom qu'il choisira pour sa propre maison d'édition. En 2021, les éditions Gallimard publient ses Exercices d'incroyance, couronné par le prix Alain Bosquet. En 2024, Le Gouic raconte dans Histoire d'un livre la genèse de ses Exercices d'incroyance et le parcours qui mène à sa publication chez Gallimard.

## Récompenses
- prix Alain Bosquet 2021 pour Exercices d'incroyances[1].
- prix de poésie de l'Académie de Bretagne et des Pays de la Loire en 2008
- prix Artaud en 1980 pour Géographie du fleuve (Telen Arvor)
- prix Alfred de Musset de la SGDL en 1977 pour Poème de l'île et du sel, illustré par René Quéré.
- prix Bretagne en 1973 pour Poèmes de mon vivant

## Publications

### Poésie
- Exercices d'incroyance, Gallimard, collection blanche, 2021.
- Poèmes choisis, bilingue français-arabe, éditions Tawbad, 2019
- Pâques, éditions La Porte, 2015
- Comment allez-vous, éditions La Porte, 2014
- Une heure chaque jour, éditions Écrits des Forges, 2012
- Les haïkus du carnet, éditions Telen Arvor, 2011
- Des arbres, des oiseaux, du ciel, éditions Sac à mots, 2011
- Pense Bêtes..., éditions Tugdual, Cancale, livre d'artiste, 2010, illustration de Gwen Jégou
- Célébration des larmes, éditions Telen Arvor, 2010
- Tout amour est dernier amour, éditions Coop Breizh, 2007
- La belle lumière, éditions Telen Arvor, 2006
- Nous, une, éditions La Part Commune, 2006
- Contes et fables du moulin des chiens, éditions Telen Arvor, 2004
- Attrape-moi aussi un poète, éditions Coop Breizh, pour enfants, 2001
- Hasards de mer - Autres incertitudes, Le Temps des Cerises, 2001
- Cafés et autres lieux d'amour, éditions Telen Arvor, 1999
- Les sentiments obscurs, éd. Coop Breizh, 1996
- Le Marcheur de rêve, coédition Écrits des Forges - Le Dé Bleu, 1996
- Oiseaux, éditions Les Dits du Pont, 1995
- Trois poèmes pour trois âges de l'eau, éditions Telen Arvor, 1992
- Cadastre intime du pommier, éditions du Dossen, 1991
- Poésie avec Jean Failler, Buhez Ar Vro Vigoudenn, 1991
- Les bateaux en bouteille, éditions Telen Arvor, 1985
- Le Marais et les jours, éditions Telen Arvor, 1983
- Feuillus océans, éditions du P.A.V.E, 1982
- Fermé pour cause de poésie, éditions Jean Picollec, réédition Écrits des Forges, 1981
- Autoportrait en noir et bleu II, Rougerie, 1980
- Géographie du fleuve, éditions Telen Arvor, 1979
- Poème de l'île et du sel, éditions Telen Arvor, 1977. Traduit en :
  - anglais Song of salt and island, par Stanley J. Collier, Éditions du Liogan, 1994
  - allemand Insel und salz gedicht, par Fritz Werf, Atelier Verlag Andernach, 1991
  - breton Barzoneg an enezenn hag an holen, par Naïg Rozmor, ed. Brud Nevez, 1990
- Autoportrait en noir et bleu, Rougerie, 1977
- L'Ossuaire de sable, éditions Telen Arvor, 1975
- Poèmes de mon vivant, autoédition, 1973, Prix Bretagne 1973
- De mon vivant, Caractères, 1971
- L'Âge de l'avenir, Chambelland, 1968
- Les Bruits anciens, Chambelland, 1966
- Dieu-le-douze, Grassin, 1961
- À la fonte des blés, Grassin, 1960
- Que la mer vienne, José Millas-Martin, 1958

### Romans, récits, nouvelles, journaux intimes
- Histoire d'un livre, éditions des Montagnes Noires, 2024.
- Les pays d'Henri Thomas, Souvenirs, Editions des Vanneaux, 2021.
- Au pays de Georges Perros, Diabase, 2018
- Le pont suspendu, dans l'anthologie Longères, bombardes et ressacs, Stéphane Batigne Éditeur, 2016.
- Les Pays chauds, éditions des Montagnes Noires, 2014
- Le Voyage de Clara, éditions des Montagnes Noires, 2014
- Le Week-end à Roscoff, éditions des Montagnes Noires, 2013
- Nous avons la douleur de vous faire part, éditions des Montagnes Noires, 2012
- Quand il y a un mort à la fin, moi j'adore, Ed. Les Chemins Bleus, 2010
- La Place Bouchaballe, éditions Telen Arvor, 2009
- À l'abri de la tempête, éditions La Part Commune, 2007
- Je ne suis pas un monstre, éditions La Part Commune, 2005
- Pendant l'agonie, la vente continue, éditions Telen Arvor, 2003
- Henri Thomas et la Bretagne, éditions Blanc Silex, 2002
- Une odeur d'amour, éditions Coop Breizh, 2001
- Le Grand Pays, éditions Telen Arvor, 1997
- Journal de Kermadeoua, éditions Liogan, 1994
- Deux années à digitales, éditions Blanc Silex, 1994
- Journal de ma boutique, éditions Telen Arvor, 1987